# L'Épine (Marne)
L'Épine é uma comuna francesa na região administrativa de Grande Leste, no departamento de Marne. Estende-se por uma área de 30,51 km². Em 2010 a comuna tinha 665 habitantes (densidade: 21,8 hab./km²).